# یوئل پروو
یوئل پروو (فنلاندی: Joel Perovuo؛ زادهٔ ۱۱ اوت ۱۹۸۵) بازیکن فوتبال اهل فنلاند است.
از باشگاه‌هایی که در آن بازی کرده‌است می‌توان به باشگاه فوتبال هلسینکی، باشگاه فوتبال دیورگاردن، و باشگاه فوتبال یاگلونیا بیاویستوک اشاره کرد.
وی همچنین در تیم ملی فوتبال فنلاند بازی کرده‌است.